# Université de Chypre
L’université de Chypre fut créée en 1989 et les premiers étudiants ont obtenu leur diplôme en 1996. Elle compte environ 7 000 étudiants.
Elle est située à Nicosie, la capitale de Chypre. Les langues officielles sont le grec moderne et le turc, même si peu d’étudiants turcophones sont présents.